# ایچری‌بازار
ایچری‌بازار یا دیوار دژ قاخ (به ترکی آذری: İçəribazar) یک بنای تاریخی در مرکز شهر قاخ در جمهوری آذربایجان است. این بنا در نیمه نخست سده هجدهم میلادی ساخته شد و در سده نوزدهم به‌دست روس ها بازسازی شد.
بلوک شهر از ده خانه آجری و دو دیوار قلعه تشکیل شده است.

## نگارخانه

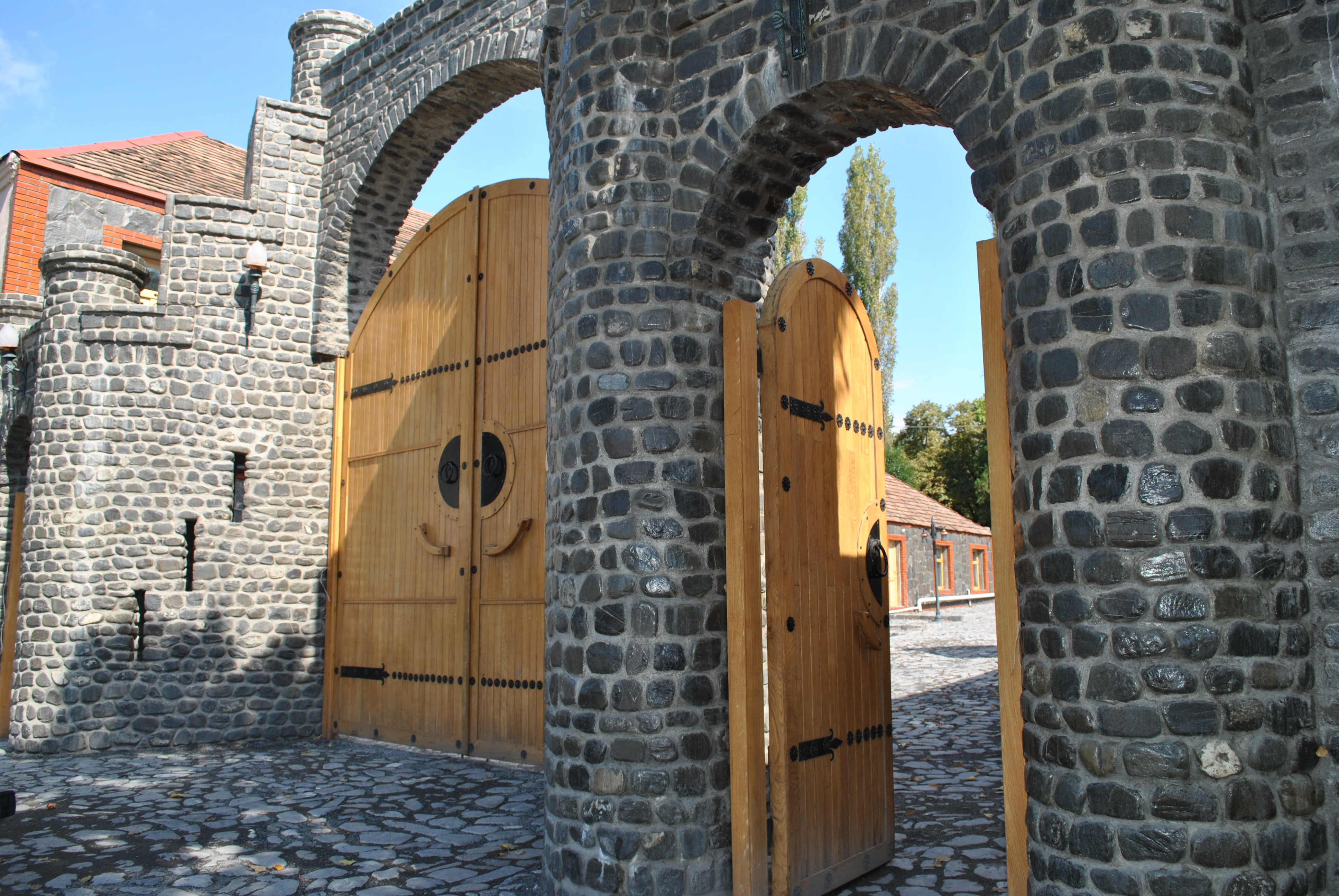
ورودی ایچری‌بازار
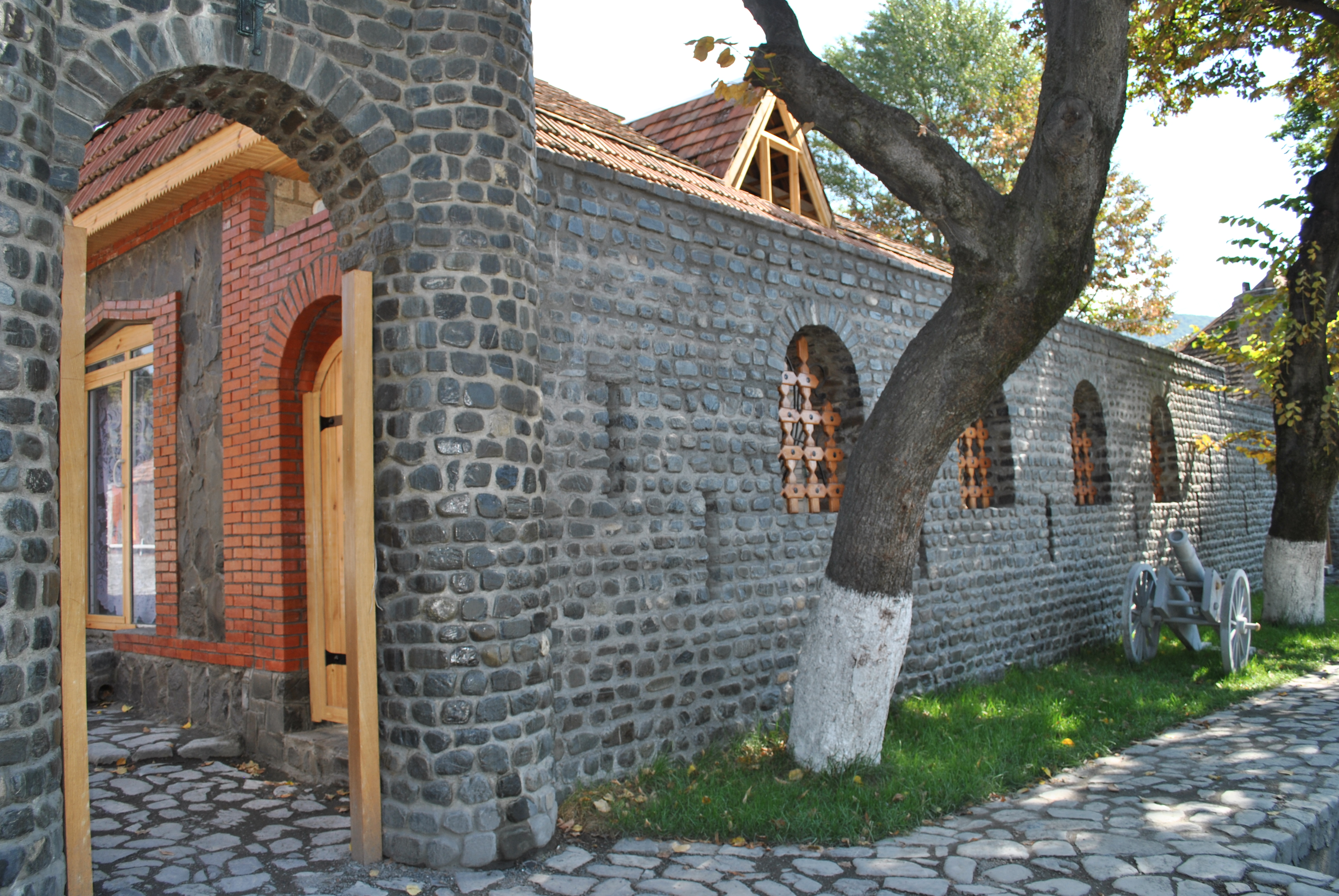
ورودی ایچری‌بازار
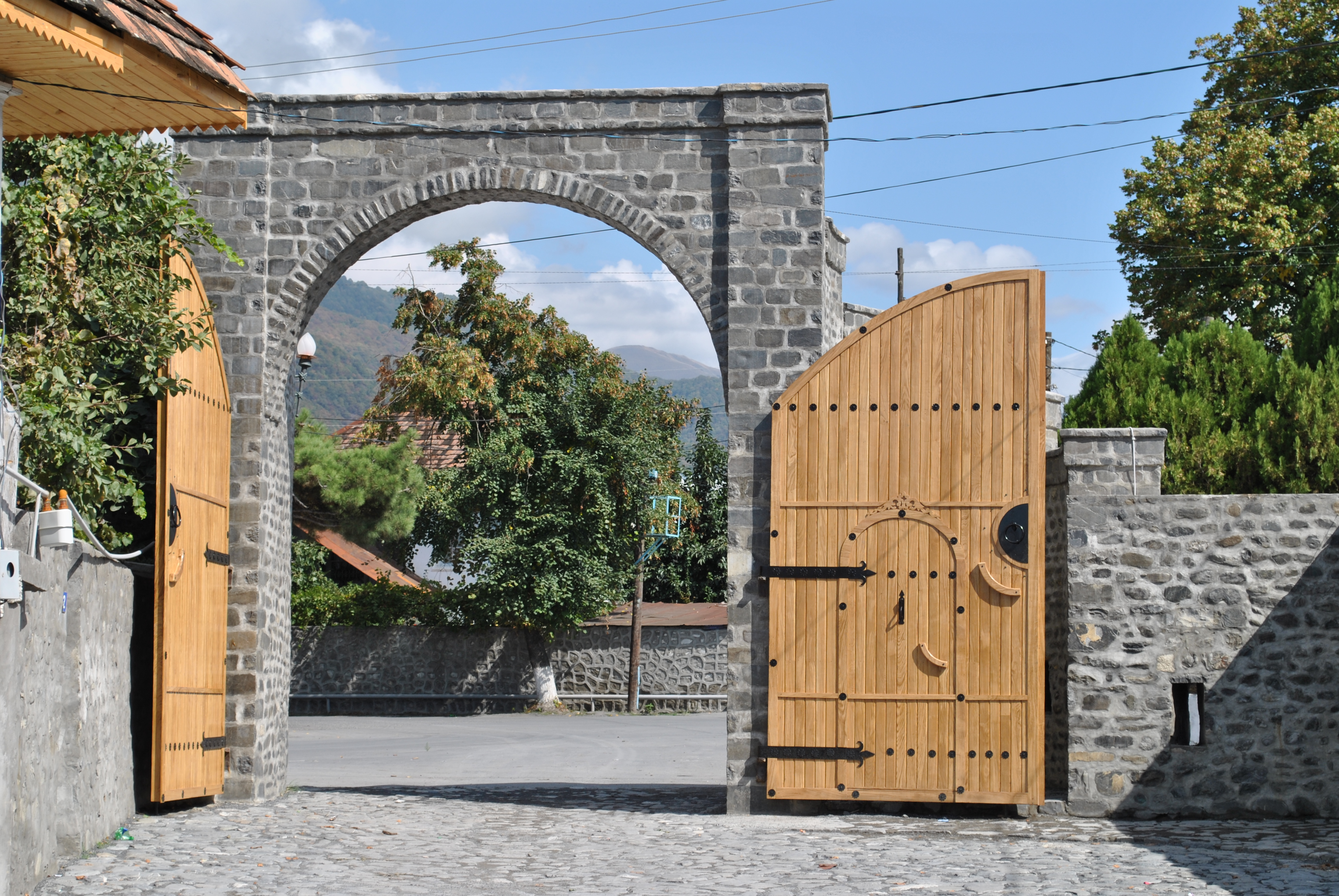
خیابان ایچری‌بازار
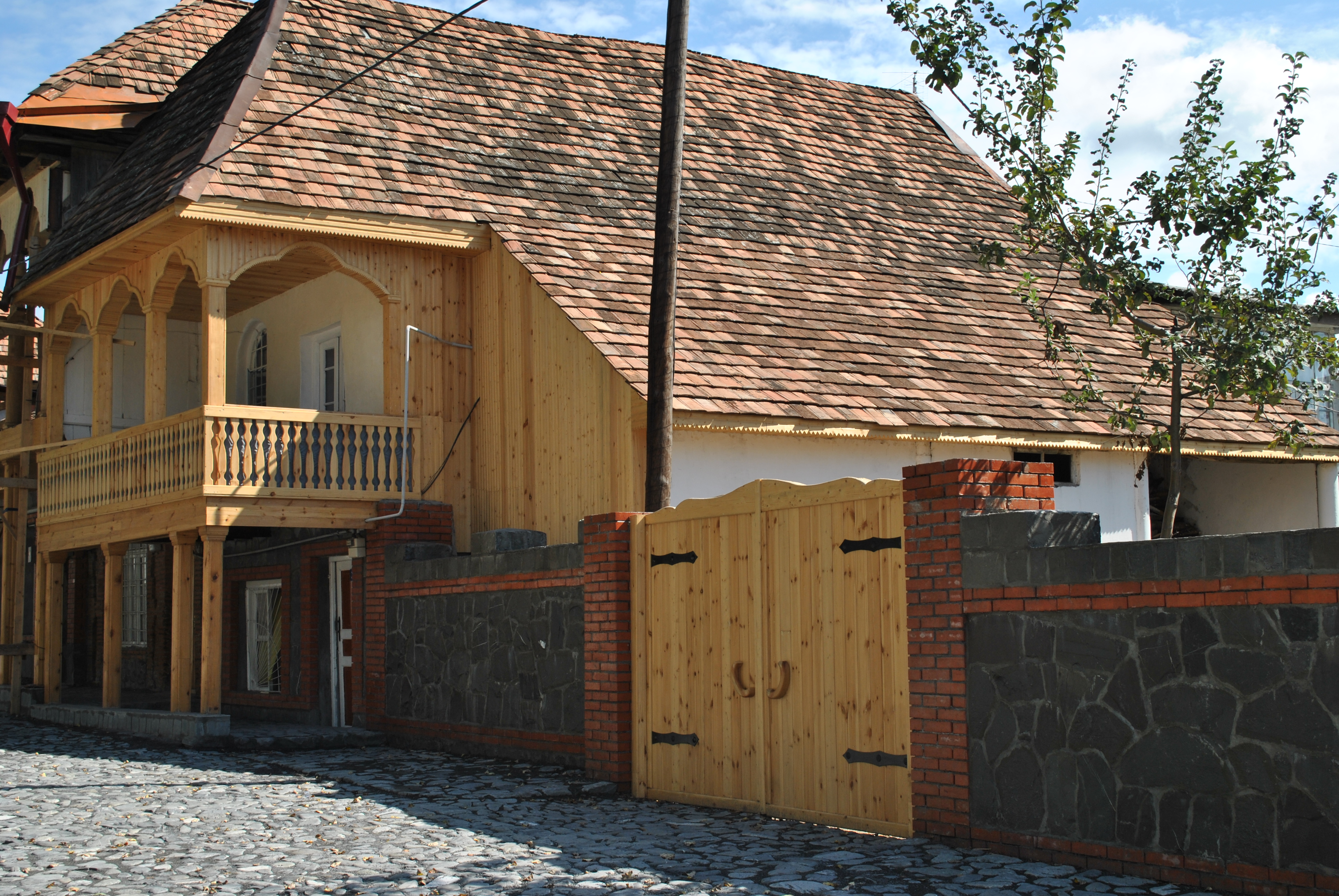
ایچری‌بازار
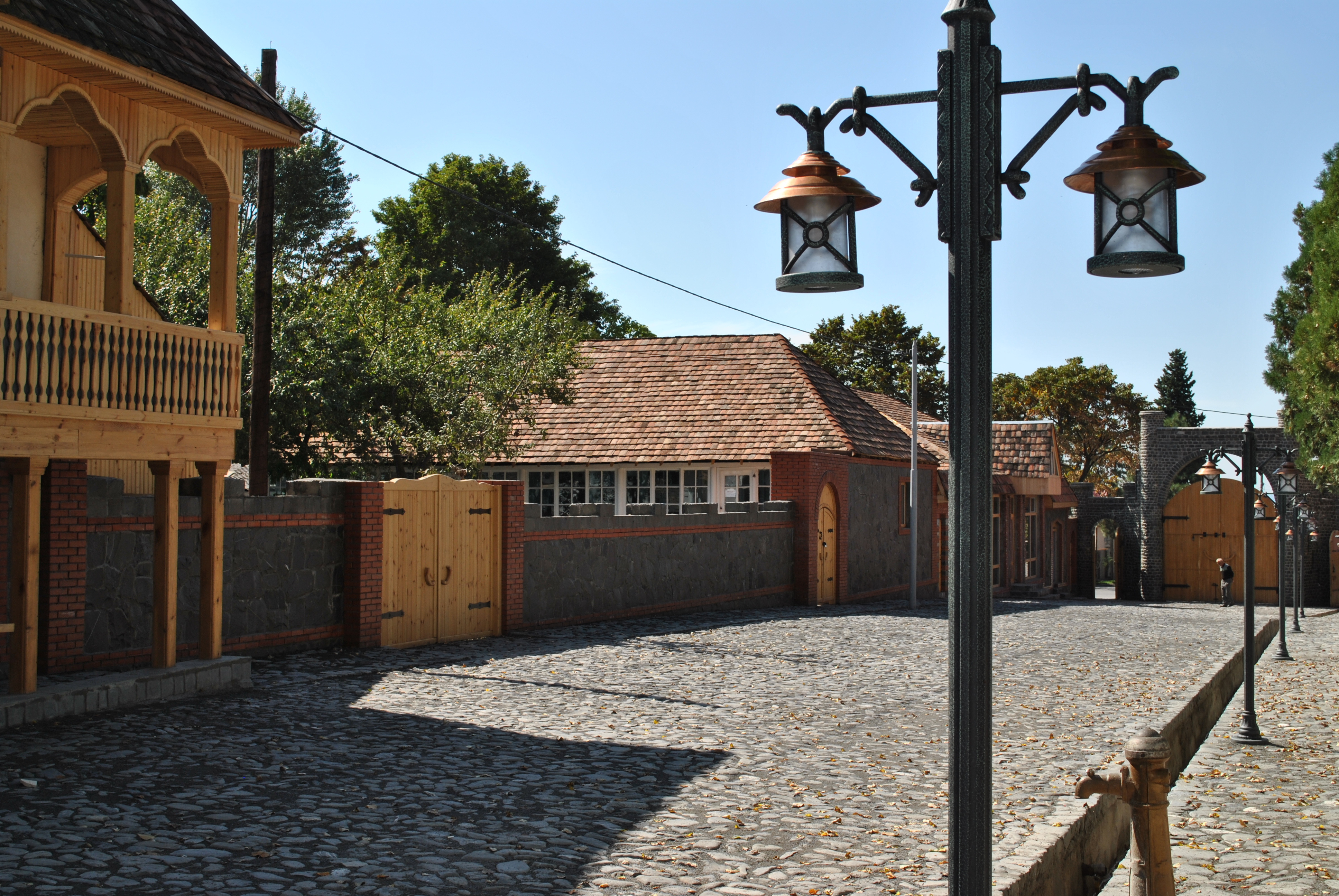
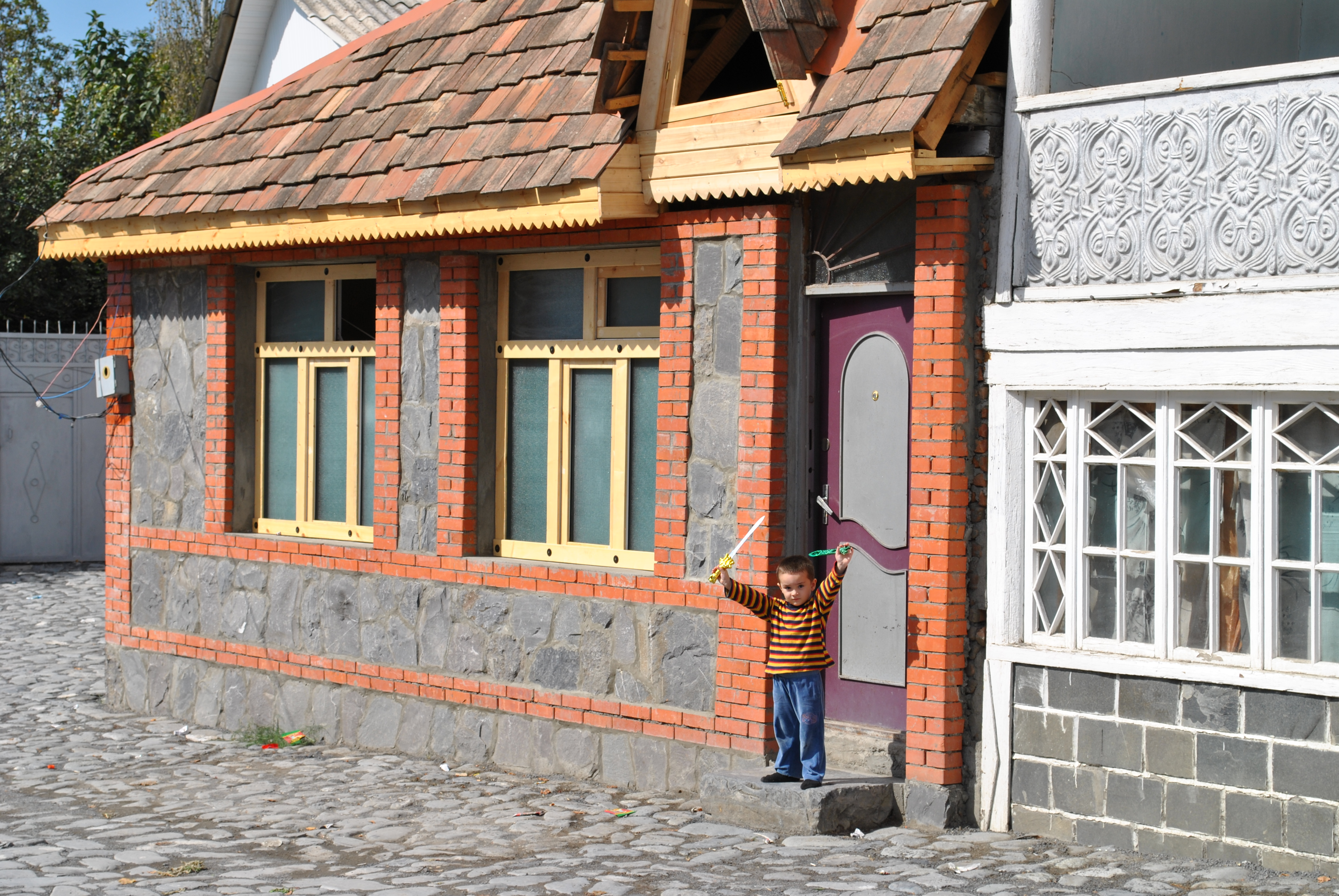
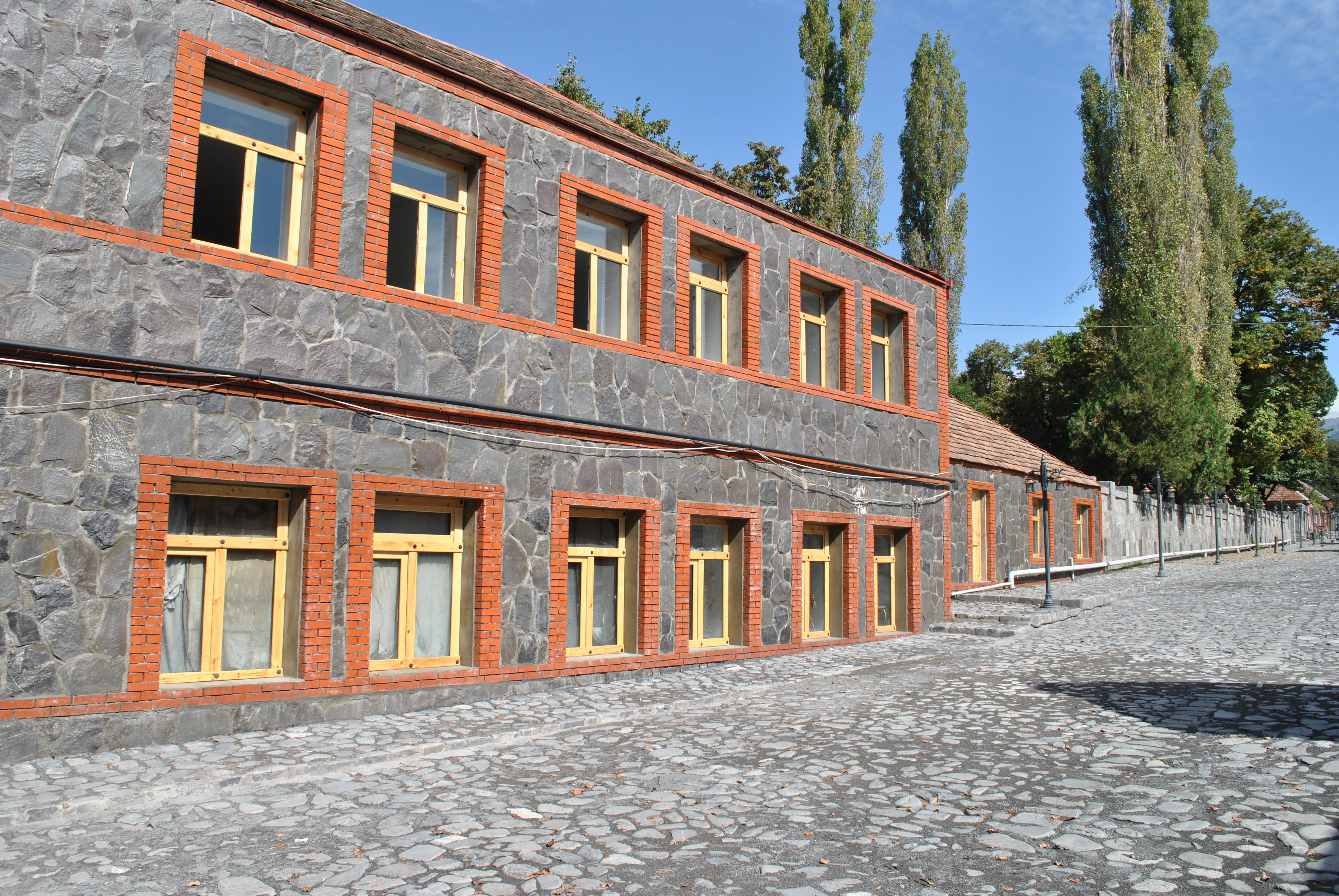